# مترو آگ

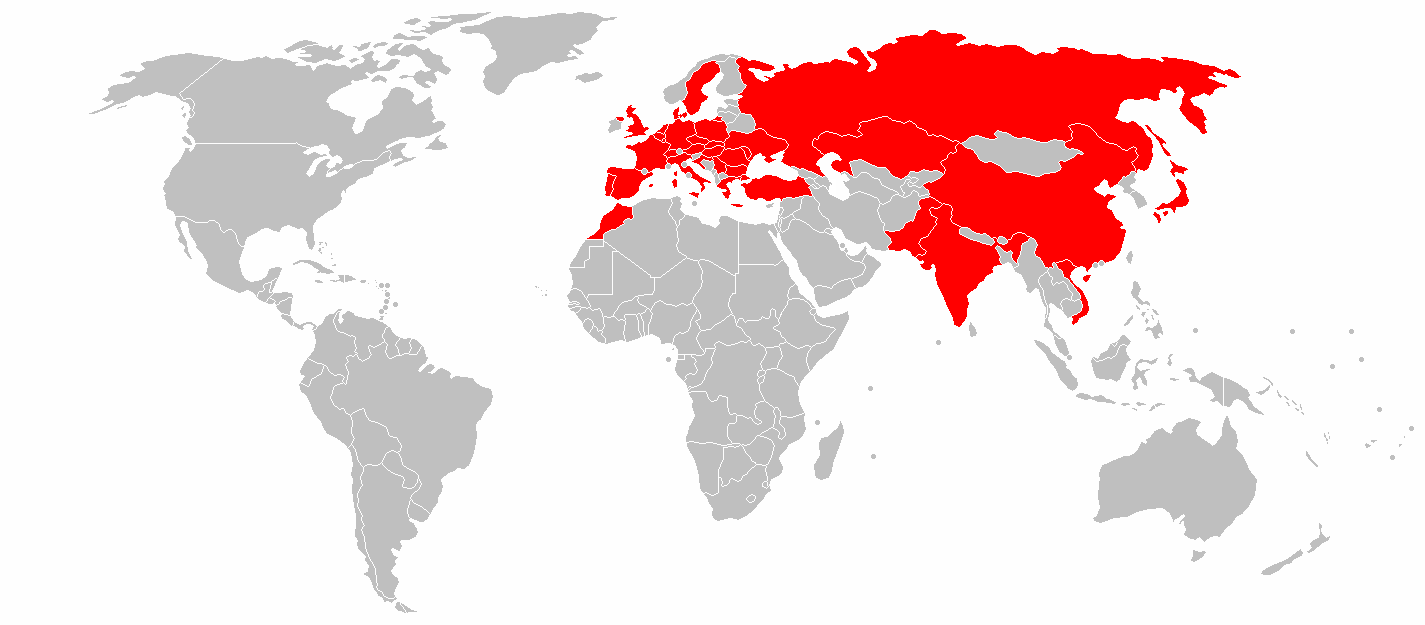
کشورهایی که مترو آگ در آنها فعالیت می‌کند

مترو آگ (به انگلیسی: Metro AG) شرکت خرده‌فروشی و عمده‌فروشی آلمانی است، که دفتر مرکزی آن، در شهر دوسلدورف، آلمان مستقر می‌باشد.
این شرکت، در مناطق و کشورهایی که فعالیت می‌کند، بعنوان بزرگترین شرکت خرده‌فروشی و عمده‌فروشی شناخته می‌شود. گروه مترو پس از وال‌مارت، کارفور، تسکو و کروگر بعنوان پنجمین شرکت بزرگ خرده‌فروشی در جهان محسوب می‌شود. در کشورهای انگلیسی زبان، این شرکت با نام مترو گروپ فعالیت می‌نماید.